# 四万十町立十和中学校
四万十町立十和中学校（しまんとちょうりつ とおわちゅうがっこう）は、高知県高岡郡四万十町にある公立中学校。
四万十町立十和小学校と隣接している。

## 沿革
- 1947年 - 十川第一小学校の一部を使い開校。
- 1954年 - 校舎新築。
- 1957年8月1日 - 幡多郡十川村が同郡昭和村と合併、十和村が発足したのに伴い、十和村立十川中学校と改称。
- 1966年 - 校舎新築（現校舎）。
- 1968年 - 一部拡張（技術室等）。
- 1976年 - 十川小学校との共同運動場完成。
- 2006年3月20日 - 十和村が幡多郡大正町・高岡郡窪川町と合併、四万十町が発足したのに伴い、四万十町立十川中学校と改称。
- 2015年4月1日 - 昭和中学校を統合[2]。
- 2025年4月 - 十川小学校が昭和小学校と統合して十和小学校となるのに合わせて、十和中学校に改称[3]。

## 部活動
- 野球部
- バレー部
- 陸上部

## 周辺
- 四万十町立十和小学校
- 十川郵便局
- 十和温泉
- 四万十川
  - 長沢川
- 国道381号
- 高知県道106号十和吉野線

## アクセス
- JR予土線 十川駅から西へ700m
- 四万十交通 十川橋バス停にて下車